# John Forssman

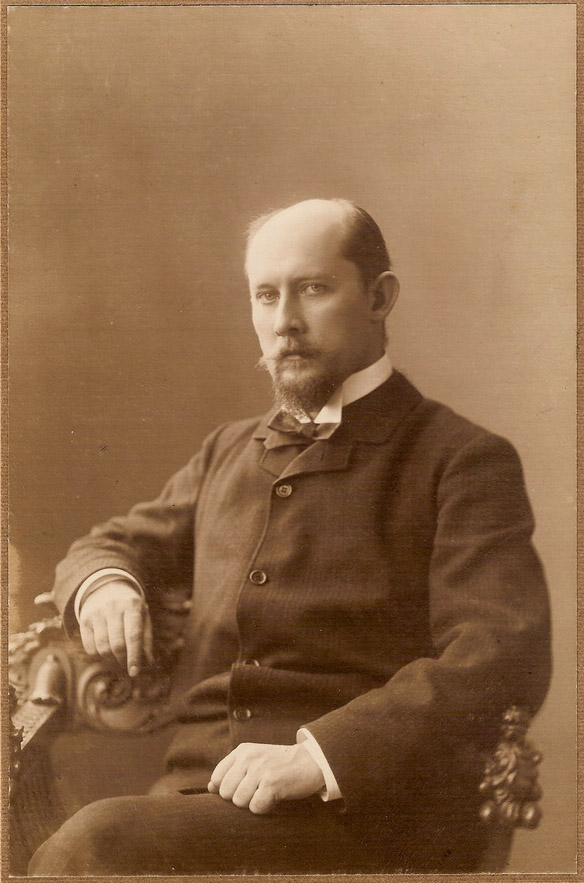
John Forssman

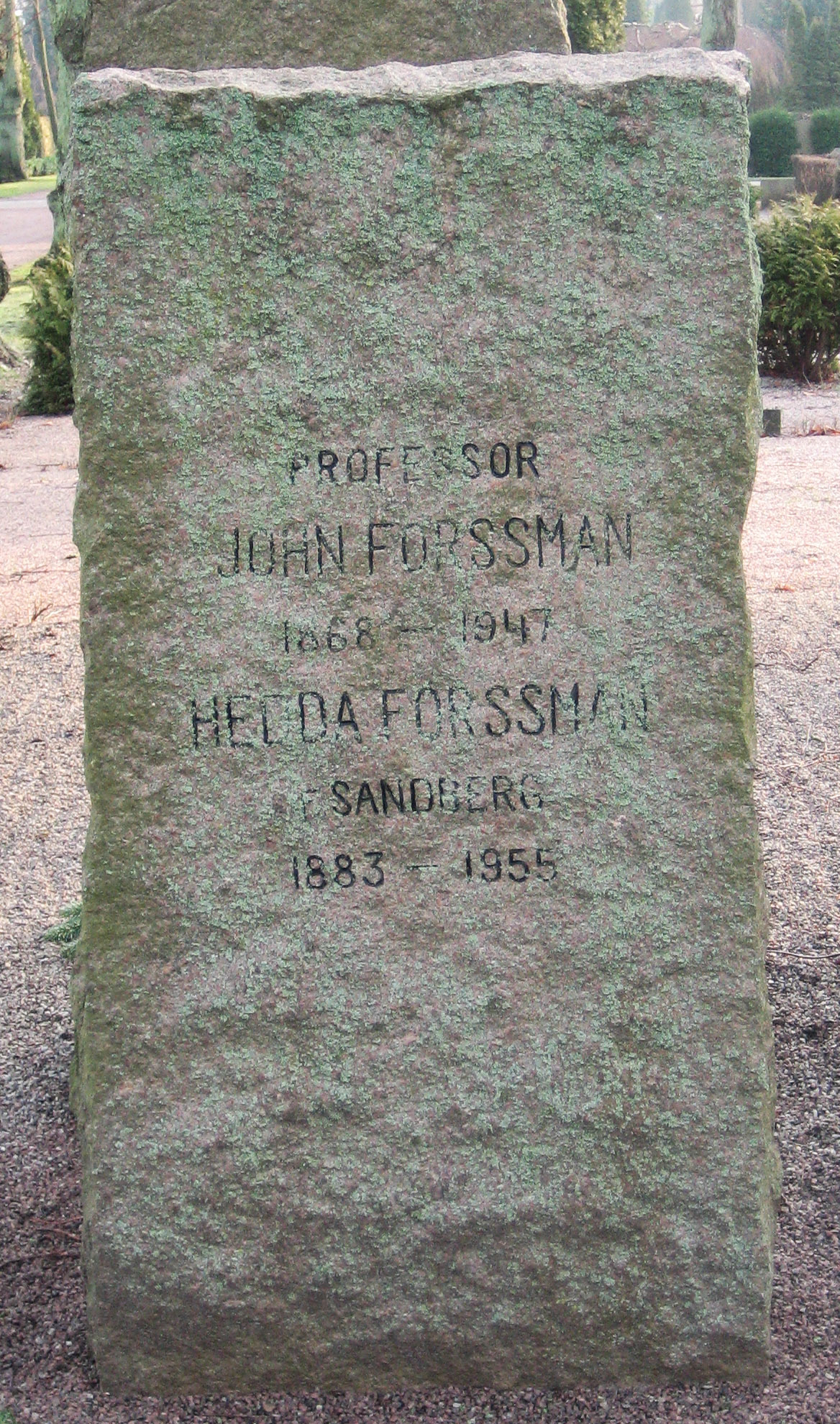
John Forssmans gravsten på Norra kyrkogården i Lund.

Magnus John Karl August Forssman, född den 22 november 1868 i Kalmar, död 12 mars 1947, var en svensk läkare och professor i allmän patologi, bakteriologi och allmän hälsovård vid Lunds universitet.
Forssman blev student vid Lunds universitet 1887, med. kandidat 1893, licentiat 1897 och doktor 1898. Sistnämnda år förordnades han till docent i allmän patologi vid Lunds universitet och utnämndes där år 1900 också till extra ordinarie professor i allmän patologi, bakteriologi och allmän hälsovård. Han blev ledamot i Fysiografiska sällskapet i Lund 1902 och invaldes 1920 som ledamot av Kungliga Vetenskapsakademien.
Forssman var gift med Hedda Forssman, född Sandberg (1883–1955). Han var morbror till Ivar och Torsten Kreuger.
Forssman är begravd på Norra kyrkogården i Lund.